# 白山神社 (春日井市二子町)

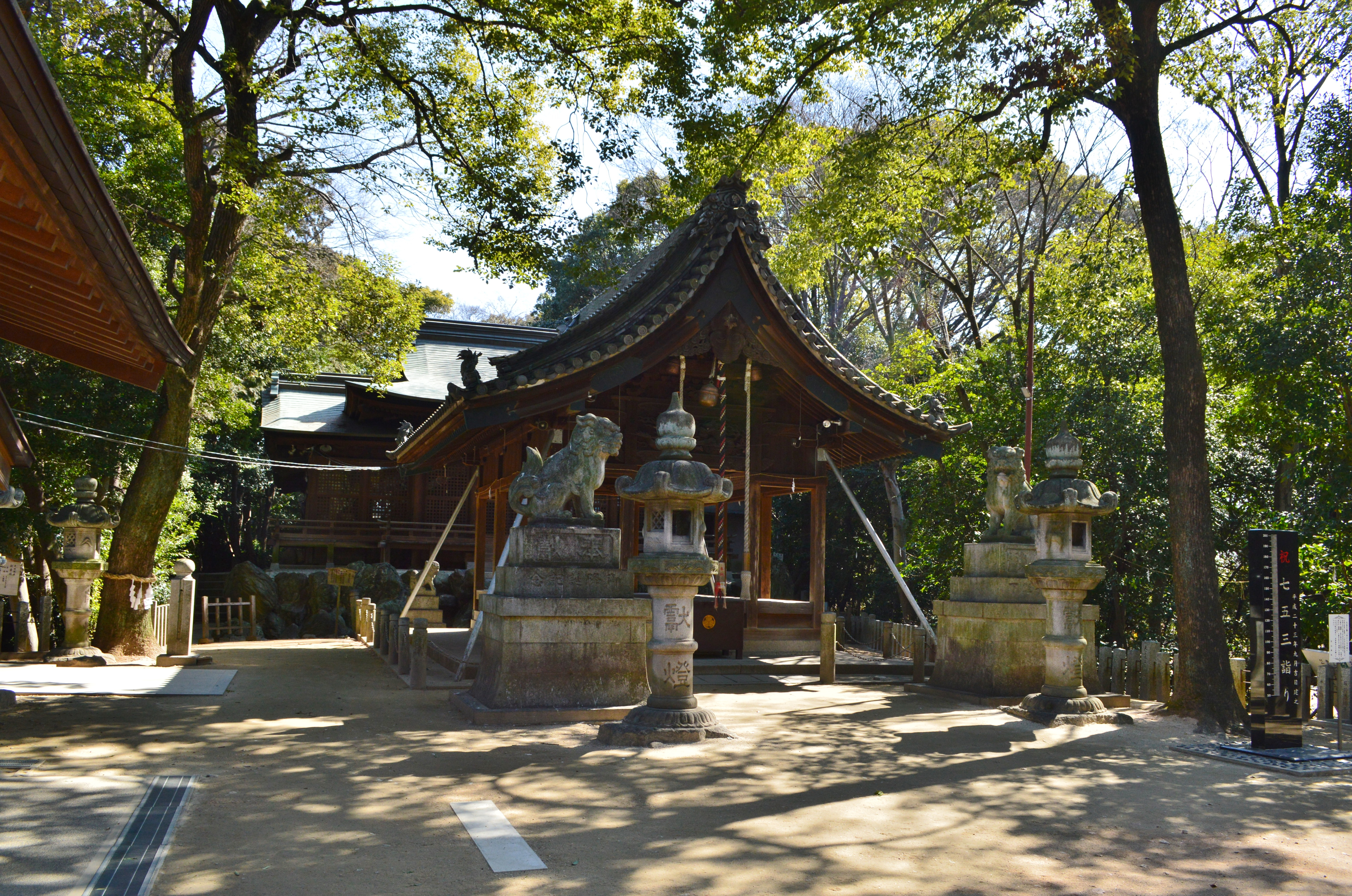
拝殿

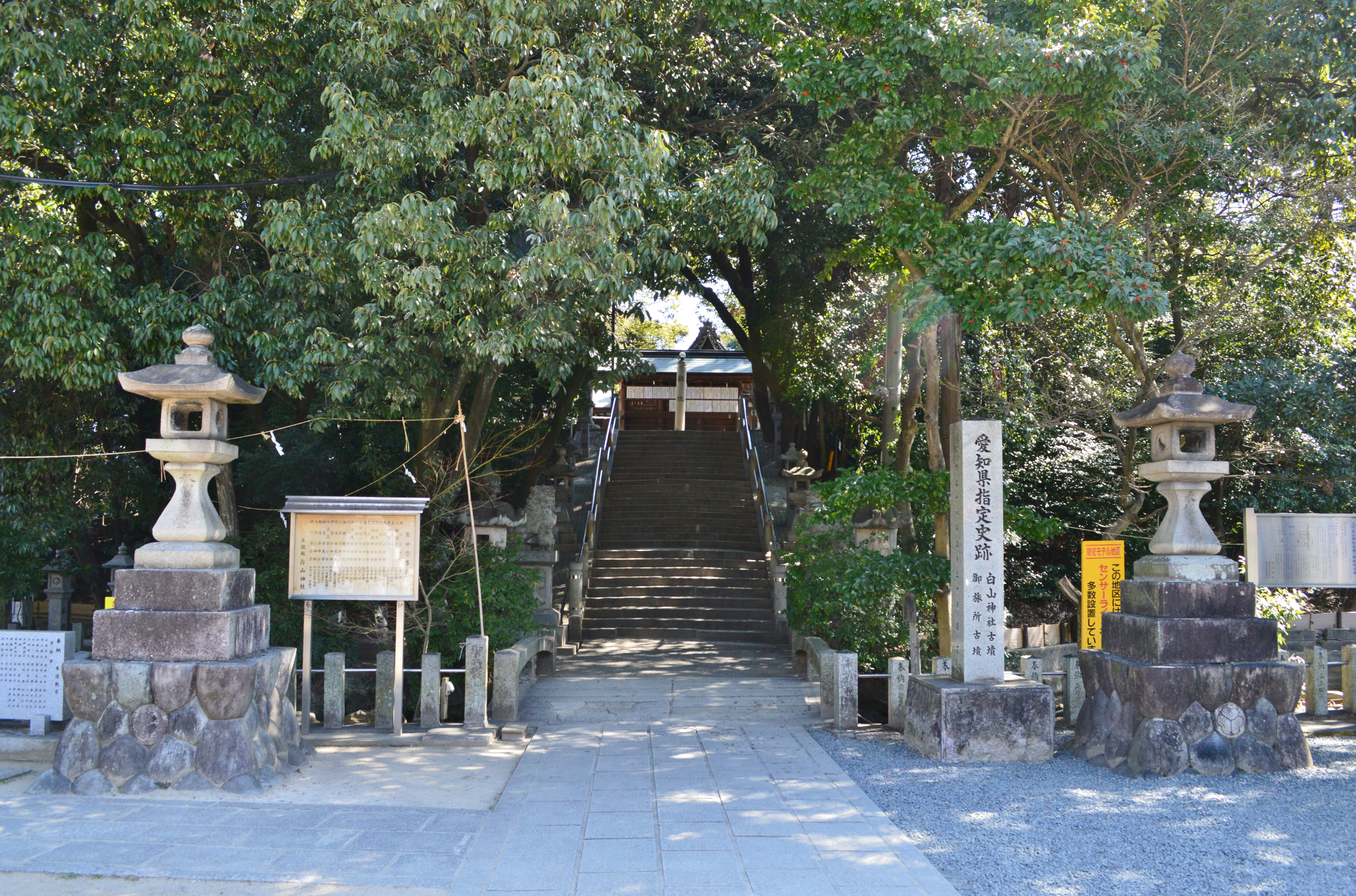
参道

白山神社（はくさんじんじゃ）は愛知県春日井市にある神社。

## 概要
春日井市内には同名神社が5つあるため、周辺の地名から味美白山神社と呼ばれる場合もある。また毎月の5・15・25日に境内では5の市（青空市）が開かれている。

## 由緒
1659年（万治2年）、尾張国春部郡味鋺村白山薮（現在の愛知県名古屋市北区楠町5丁目）にあった白山神社が現在地に遷座。その際に、味美二子山古墳の墳丘上に鎮座して延喜式神名帳にも記されていた物部神社（式内小社）を合祀して建立された。前身となった両神社とも創建年代は不明。社殿は味美白山神社古墳の墳丘上に位置しており、残存する周濠の一部は池として利用されている。
かつては神社から西にある春日山（現在の春日山公園）まで神輿渡御が行なわれていたが、犬山街道の交通を妨げることから寛永年間になって神社に隣接する塚（御旅所古墳）に変更された。また、1918年（大正7年）には春日山にあった春日神社を合祀している。

## 祭神
- 伊邪那岐命
- 伊邪那美命
- 菊理比売命
- 可美真手命
- 天児屋根命

## 境内社
- 神明社 - 天照大神
- 御鍬社 - 豊受比売命
- 国府宮 - 尾張大国魂神
- 津島社 - 須佐之男命
- 秋葉社 - 火具都知命
- 熱田社 - 倭建命
- 金比羅社 - 大物主命
- 厳島社 - 市寸島比売命

## 文化財
- 白山神社古墳・御旅所古墳　愛知県指定史跡

## アクセス
- 名鉄小牧線 - 味鋺駅から徒歩で約10分。
- JR東海交通事業城北線 - 味美駅から徒歩で約5分。

※ 国道302号（名古屋環状2号線）と県道102号（木曽街道）の交差点の至近にあるが、駐車場が無いため自家用車で訪れるのは難しい。